# Morulengstadion
Het Morulengstadion is een multifunctioneel stadion in Saulspoort, een dorpje aan de voet van de Pilanesberg in het noorden van Zuid-Afrika. Het stadion ligt in de provincie Noordwest. Het ligt 10 kilometer af van Sun City. Het stadion wordt voornamelijk gebruikt voor voetbalwedstrijden. De voetbalclub Platinum Stars gebruikt dit stadion om zijn thuiswedstrijden te spelen. In september 2009 werd dit stadion geopend. 

## Internationale toernooien
In 2009 werd dit stadion gebruikt als trainingsstadion voor de Confederations Cup. Een aantal keer werd dit stadion gebruikt voor voetbalwedstrijden op de COSAFA Cup. In 2015 werden er 6 groepswedstrijden, 2 kwartfinales, 2 halve finales, de troostfinale en de finale in dit stadion gespeeld. De finale ging tussen Namibië en Mozambique. Ook in 2017 staan hier wedstrijden gepland voor hetzelfde toernooi. Naast een aantal groepswedstrijden zullen ook dit jaar de 2 halve finales en de troostfinale hier gespeeld worden. 